# Konferenz Europäischer Kirchen
Die Konferenz Europäischer Kirchen (KEK) ist die regionale ökumenische Organisation orthodoxer, anglikanischer, altkatholischer, evangelischer (darunter lutherischer, reformierter, unierter, methodistischer, baptistischer) Kirchen Europas. Sie ist einer der acht regionalen ökumenischen Zusammenschlüsse, die miteinander praktisch die ganze Welt umfassen. Die römisch-katholische Kirche ist nicht Mitglied der KEK, arbeitet aber über den Rat der Europäischen (katholischen) Bischofskonferenzen mit der KEK zusammen.

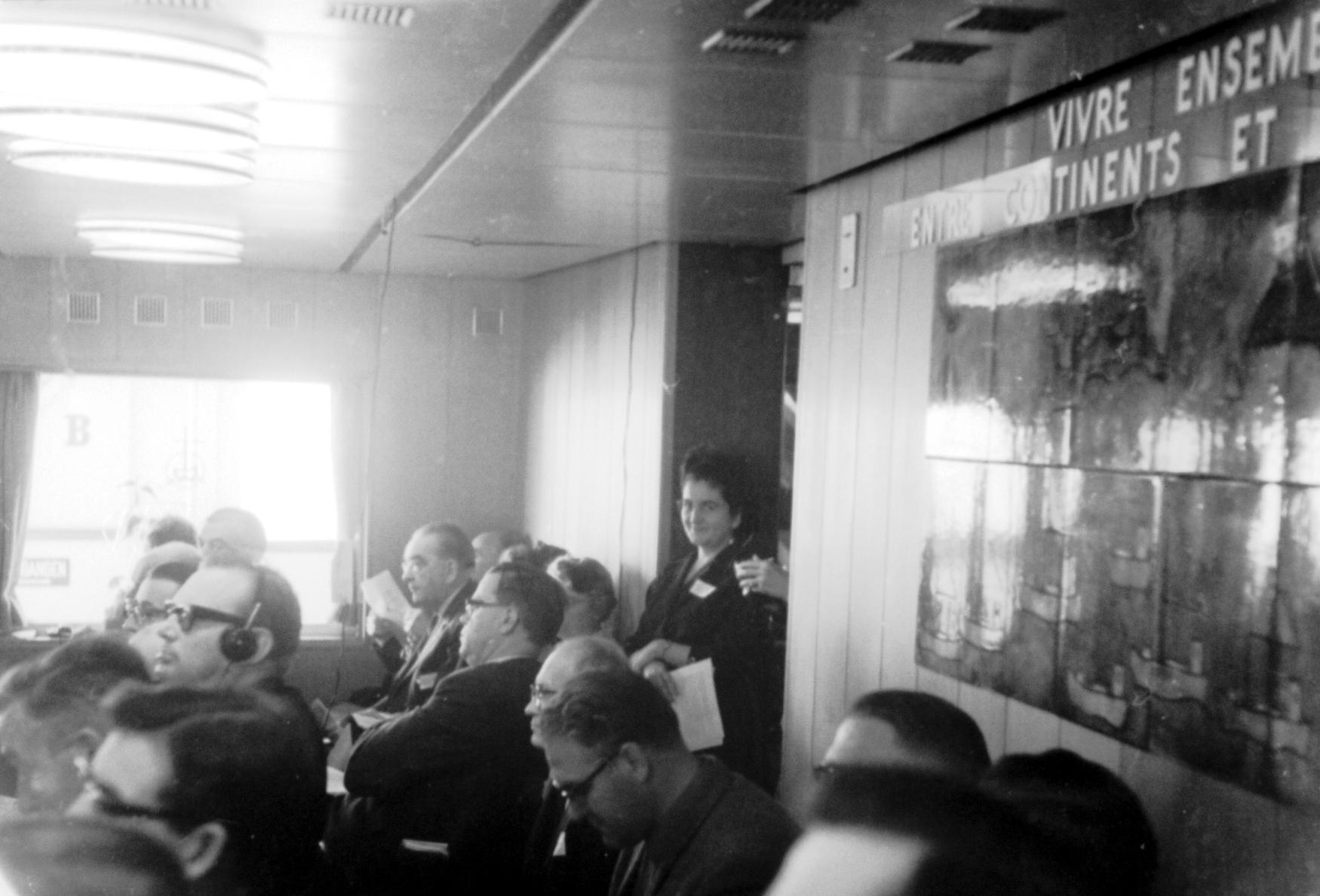
Konferenz Europäischer Kirchen --- Tagung 1964

Die KEK (englisch CEC) hat seit 2015 ihren Sitz in Brüssel. Sie hat ein weiteres Büro in Straßburg. Bis 2014 war ihr Sitz im Ökumenischen Zentrum in Genf (Schweiz). Die KEK ist eine eigenständige Organisation, die jedoch eng mit dem Ökumenischen Rat der Kirchen zusammenarbeitet. Ihr ständiges Anliegen ist die Förderung der Einheit der Christen und des Dienstes an der ganzen Gemeinschaft.

## Literatur

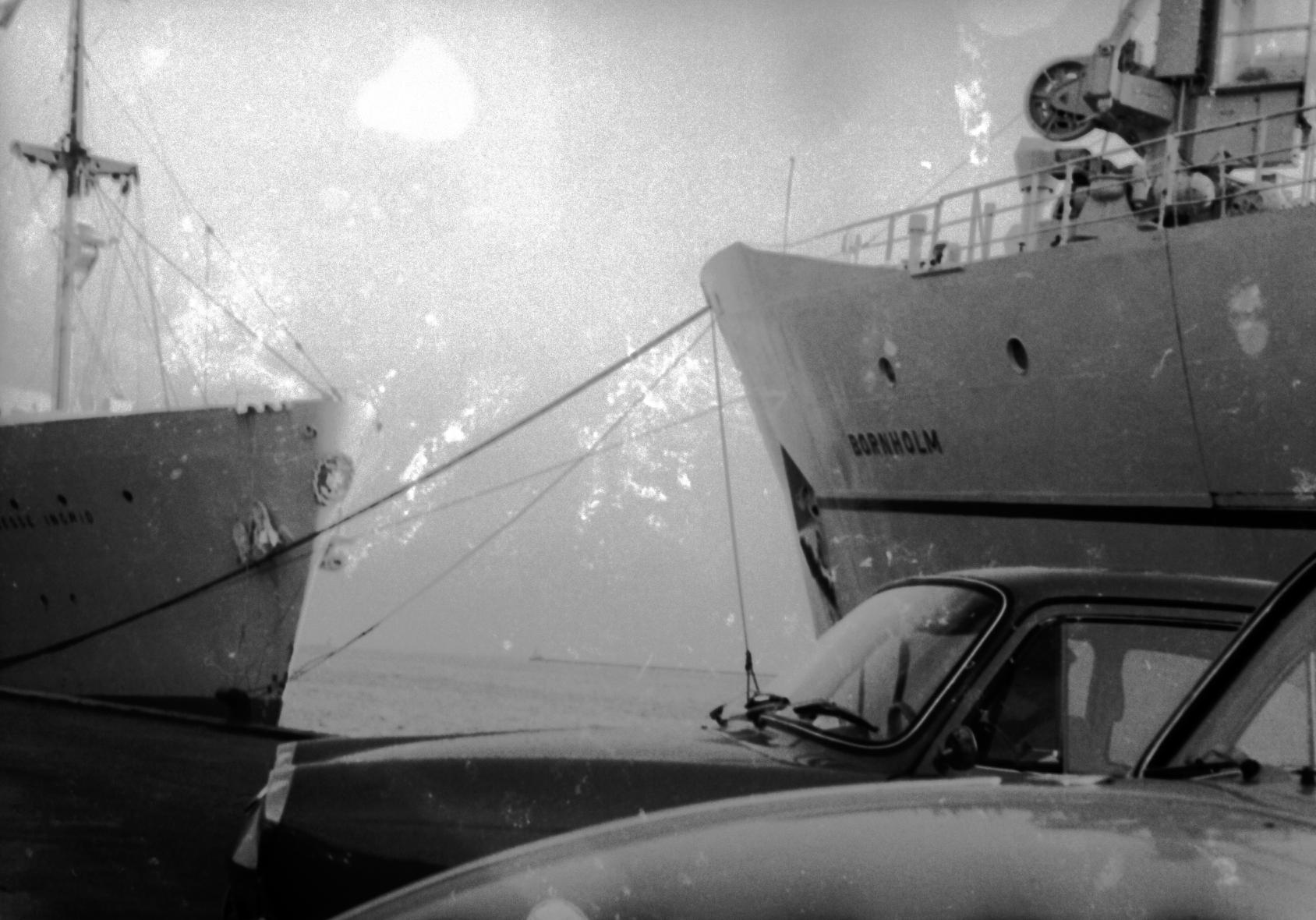
Konferenz Europäischer Kirchen --- Tagung 1964 --- MS Bornholm nach Landung in Dänemark

## Einzelnachweise

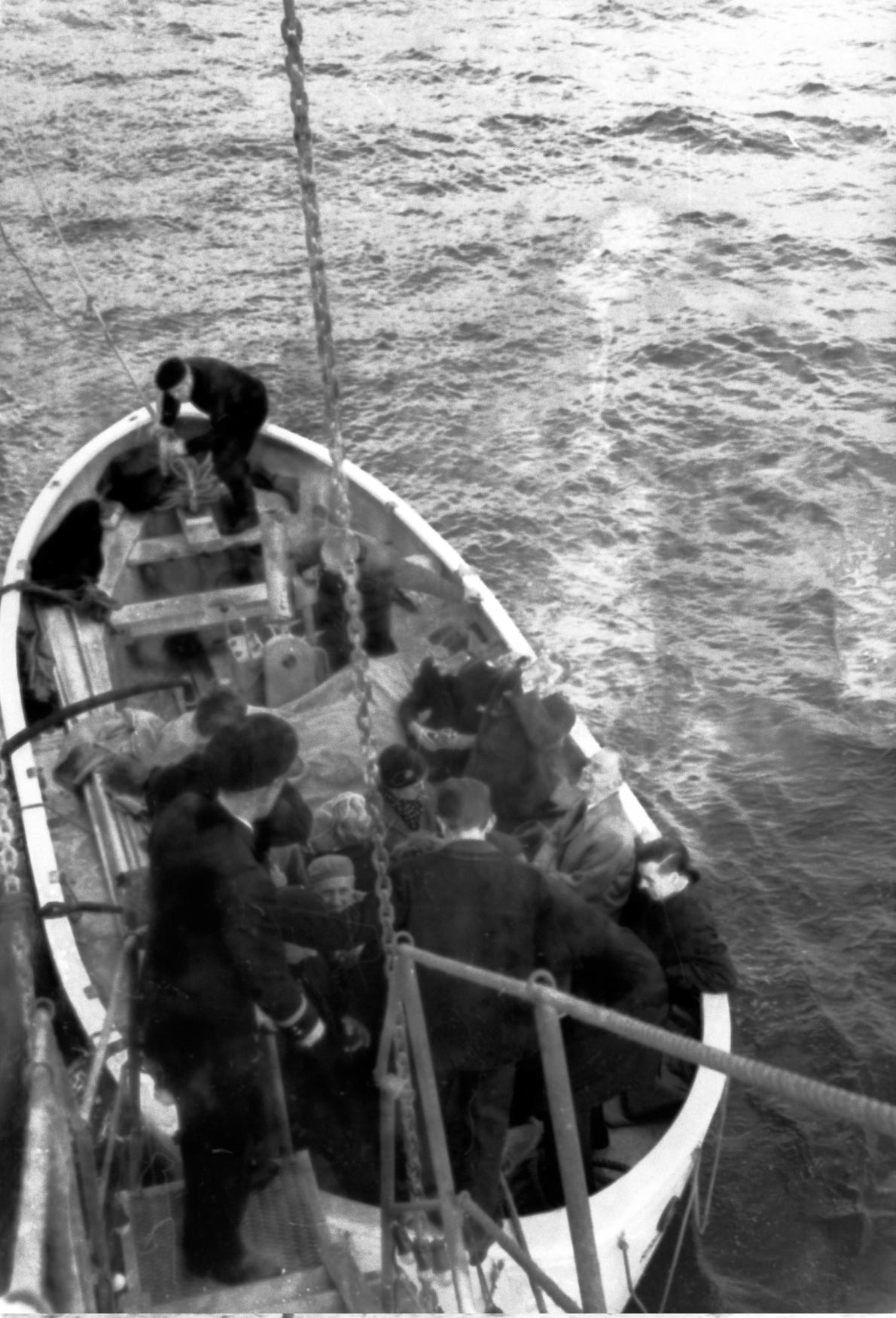
Konferenz Europäischer Kirchen --- Tagung 1964 --- Aussetzen der Teilnehmer aus der DDR und anderer Staaten des Warschauer Paktes in Beiboot vor Landung in Dänemark

## Geschichte
Die Bewegung, die zur Schaffung der Konferenz Europäischer Kirchen führte, geht auf die Zeit des Kalten Krieges zurück. Das zersplitterte und getrennte Europa der vierziger und fünfziger Jahre musste zunächst politische Spaltungen überwinden, um sich erneut den Völkern zuwenden zu können, die der Zweite Weltkrieg auseinandergerissen hatte.
In dieser Zeit begann eine kleine Gruppe von kirchenleitenden Persönlichkeiten in Ost- und Westeuropa, Möglichkeiten zu erörtern, die Kirchen in den verschiedenen europäischen Ländern mit ihren unterschiedlichen politischen, wirtschaftlichen und gesellschaftlichen Systemen miteinander ins Gespräch zu bringen. Ihr Ziel war dabei, den Kirchen Europas zu helfen, eine Vermittlerrolle für Frieden und Verständigung zu übernehmen.
In den Jahren 1953 und 1957 kam es zu ersten sondierenden und vorbereitenden Treffen. Im Januar 1959 versammelten sich Vertreter aus über vierzig Kirchen zur ersten Vollversammlung der KEK in Nyborg Strand in Dänemark. Hier tagte 1960 auch die zweite und 1962 die dritte Vollversammlung.
Zu Beginn stellte die Organisation nur eine lockere Verbindung von Kirchen dar. Doch mit der Annahme einer Satzung durch die vierte Vollversammlung wurde 1964 ein bedeutender Schritt hin zu Bildung einer regionalen Kirchenkonferenz getan. Diese Vollversammlung fand auf See an Bord der Bornholm statt, um in letzter Minute auftretende Visa-Schwierigkeiten zu umgehen.
Auf der fünften Vollversammlung, die 1967 in Pörtschach am Wörther See (Österreich) stattfand, wurde beschlossen, ab April 1968 ein hauptamtliches Generalsekretariat einzurichten. Weitere Vollversammlungen tagten in Nyborg Strand (Dänemark) 1971, Engelberg (Schweiz) 1974, Chania (Kreta) 1979, Stirling (Schottland) 1986, Prag (Tschechien) 1992, Graz (Österreich) 1997, Trondheim (Norwegen) 2003, Lyon (France 2009), Budapest (Hungary) 2013, Novi Sad (Serbia) 2018, Tallinn (Estland) 2023.
Von Anfang an hat die KEK eine ihrer Hauptaufgaben darin gesehen, Brücken zwischen Ost- und Westeuropa zu bauen. Um solche Brücken hat sie sich auch zwischen Minoritäts- und Majoritätskirchen und zwischen Christen verschiedener konfessioneller Tradition bemüht. Die Tagungen der KEK sind für leitende und andere Glieder der Kirchen wichtige Gelegenheiten zur Begegnung und zum gemeinsamen Nachdenken über theologische und gesellschaftliche Fragen. Solche Treffen geben auch den nötigen Anstoß zu konstruktivem Handeln, vor allem im Bereich von Frieden, Gerechtigkeit und Versöhnung.
Die KEK hat in den letzten Jahren einige Spannungen auszuhalten. Die Russisch-Orthodoxe Kirche hat im Herbst 2008 ihre Mitarbeit in der europäischen Kirchenvereinigung ausgesetzt. Bereits 1997 hatten die Bulgarisch-orthodoxe Kirche und die Georgische Orthodoxe Apostelkirche die Organisation verlassen.

## Organisationsform
Die KEK ist ein Verein nach Belgischem Recht. Oberstes Organ ist die Vollversammlung, die mindestens alle fünf Jahre tagt. Dazwischen ist ein 20-köpfiger Vorstand („Governing Board“) für die Leitung der Konferenz verantwortlich. Die Vollversammlung wählt ebenfalls das dreiköpfige Präsidium, das aus ordentlichen Mitgliedern des Verwaltungsausschusses besteht.

### Präsidium
Das Präsidium der Konferenz Europäischer Kirchen besteht aus drei Personen. Seit der Vollversammlung 2023 amtieren Nikitas Loulias, griechisch-orthodoxer Erzbischof von Thyateira und Großbritannien, Dagmar Winter, anglikanische Bischöfin von Huntingdon in England, und Frank Kopania, Oberkirchenrat der Evangelischen Kirche in Deutschland.

### Mitarbeiterstab
Die KEK arbeitet mit einem kleinen Mitarbeiterstab von insgesamt 14 Personen. Das Hauptbüro war bis Ende 2014 in Genf im Ökumenischen Zentrum. Seit 2015 ist es in Brüssel, wo schon vorher das Büro der Kommission für Kirche und Gesellschaft lokalisiert war, mit einer Nebenstelle in Straßburg.
Generalsekretär ist der dänische Lutheraner Jørgen Skov Sørensen. Seine Vorgänger waren der finnische orthodoxe Fr. Heikki Huttunen (2015–2019), der belgische evangelische Pfarrer Guy Liagre (2012–2015), der rumänische orthodoxe Theologe Viorel Ionița, der anglikanische Erzdiakon Colin Williams (2005–2010), der baptistische Pfarrer Keith W. Clements, der Schweizer Reformierte Jean Fischer und der Baptist Glen Garfield Williams.

## Mitgliedschaft
Heute hat die KEK 126 Mitgliedskirchen in allen europäischen Ländern, etwa die Hälfte davon in Mittel- und Osteuropa. Etwa 30 der KEK-Mitgliedskirchen sind nicht Mitglieder im Ökumenischen Rat der Kirchen (ÖRK). Mit Ausnahme der römisch-katholischen Kirche sind alle großen Konfessionsfamilien in der KEK vertreten: Orthodoxe, Lutheraner, Reformierte, Anglikaner, Methodisten, Baptisten, Altkatholiken und Pfingstler. Auch einige Kirchen mit ethnischen Minderheiten sind Mitglieder. Die Mitgliedskirchen müssen folgender Grundaussage, die sich eng an die Basisformel des ÖRK anlehnt, zustimmen:

„Die Konferenz Europäischer Kirchen ist eine ökumenische Gemeinschaft von Kirchen Europas, die den Herrn Jesus Christus gemäß der Heiligen Schrift als Gott und Heiland bekennen und darum gemeinsam zu erfüllen trachten, wozu sie berufen sind, zur Ehre Gottes, des Vaters, des Sohnes und des Heiligen Geistes.“

### Deutschsprachige Mitgliedskirchen

#### Deutschland
- Bund Evangelisch-Freikirchlicher Gemeinden in Deutschland (Wustermark-Elstal)
- Evangelische Kirche in Deutschland (Hannover)
- Evangelisch-methodistische Kirche in Deutschland (Frankfurt am Main)
- Katholisches Bistum der Alt-Katholiken in Deutschland (Bonn)

#### Liechtenstein
- Evangelische Kirche im Fürstentum Liechtenstein (Vaduz)

#### Luxemburg
- Eglise Protestante du Grand-Duché du Luxembourg (französisch, deutsch und luxemburgisch)
- Protestantisch-Reformierte Kirche von Luxemburg H. B.

#### Österreich
- Alt-Katholische Kirche in Österreich (Wien)
- Evangelische Kirche A.B. in Österreich (Wien)
- Evangelische Kirche H.B. in Österreich (Wien)
- Evangelisch-methodistische Kirche in Österreich (Wien)

#### Schweiz
- Christkatholische Kirche der Schweiz (Bern)
- Evangelisch-methodistische Kirche in der Schweiz (Zürich)
- Evangelisch-reformierte Kirche Schweiz (Bern)

#### Italien (Südtirol)
- Evangelisch-Lutherische Kirche in Italien (Rom)

### Assoziierte Organisationen
Seit 1992 ist es kirchlichen Gruppen möglich, assoziierte Organisationen der KEK zu werden. Bis heute haben 43 solcher Organisationen von dieser Möglichkeit Gebrauch gemacht, eine enge Verbindung mit den Aktivitäten und Programmen der KEK einzugehen. Zu diesen Organisationen gehören Nationale Kirchenräte und Zusammenschlüsse von Laien, Frauen und Jugendlichen, deren Programme parallel und oft in Zusammenarbeit zur KEK laufen. Mit der neuen, auf der Vollversammlung in Budapest 2013 beschlossenen Verfassung wird nunmehr zwischen Nationalen Kirchenräten und Organisationen in Partnerschaft unterschieden.

## Zusammenarbeit mit der Römisch-Katholischen Kirche
Die Römisch-Katholische Kirche ist nicht Mitglied, aber es besteht eine enge Zusammenarbeit zwischen der KEK und dem Rat der (katholischen) Europäischen Bischofskonferenzen (Consilium Conferentiarum Episcopalium Europae, CCEE). Ein Ergebnis dieser Zusammenarbeit sind sechs Europäische Ökumenische Begegnungen zwischen KEK und CCEE. Diese fanden 1978 in Chantilly/Frankreich, 1981 in Løgumkloster/Dänemark, 1984 in Riva del Garda/Italien, 1988 in Erfurt/damals DDR, 1991 in Santiago de Compostela/Spanien und 2001 in Straßburg/Frankreich statt. Anlässlich der Begegnung in Straßburg wurde von den Präsidenten von KEK und CCEE die Charta Oecumenica unterzeichnet.
KEK und CCEE organisierten auch gemeinsam drei Europäische Ökumenische Versammlungen, 1989 in Basel (Schweiz), 1997 in Graz (Österreich) und 2007 in Sibiu (Rumänien).
Darüber hinaus arbeitet die KEK eng mit der COMECE – der Kommission der Bischofskonferenzen der Europäischen Union – mit Sitz in Brüssel in ihren Kontakten zu den EU-Institutionen zusammen.

## Entwicklungen
Im Laufe der Jahre brachten die Erweiterung der Aktivitäten und die zunehmende Mitgliederzahl strukturelle Veränderungen mit sich. Nach der raschen Folge von Vollversammlungen in der ersten Zeit wurden ab Mitte der 60er Jahre die Vollversammlungen in größeren Abständen abgehalten. Dazwischen wurde der Kontakt durch eine wachsende Zahl von Konsultationen zu spezifischen Themen mit jeweils 40 bis 50 Teilnehmern aufrechterhalten. Etwa 10 Jahre später wurden Programme für spezielle Bereiche geschaffen. Dem Programm für theologische Studien folgten nacheinander das Programm für zwischenkirchlichen Dienst und ein Programm für Menschenrechte, das in den Rahmen der Schlussakte der Konferenz über Sicherheit und Zusammenarbeit in Europa (KSZE; jetzt OSZE) gestellt und gemeinsam mit dem Kanadischen Rat der Kirchen und dem Nationalrat der Kirchen Christi in den USA durchgeführt wurde. Zu weiteren Arbeitsbereichen gehören heute „Islam in Europa“ (in Zusammenarbeit mit dem CCEE), Flüchtlinge und Asylsuchende sowie Öffentlichkeitsarbeit.
Die KEK muss sich spezifisch europäischen Situationen stellen, so der langen Geschichte der Spaltungen und der Feindschaft zwischen Kirchen, dem Verhältnis von Kirche und Staat und Kultur, der Situation von Minoritäts- und Majoritätskirchen, von alten und jüngeren Kirchen sowie den Trennungen und Spannungen, die sich in den letzten Jahren aus den internationalen Umbrüchen ergeben haben. Um besser auf die Forderungen nach Anliegen von Kirche und Gesellschaft auf dem europäischen Kontinent eingehen zu können, hat die Vollversammlung 1997 die Integration der KEK mit der Europäischen Ökumenischen Kommission für Kirche und Gesellschaft (EECCS) genehmigt, die Büros in Brüssel und Straßburg unterhält. Diese Fusion wurde 1999 durchgeführt, und aus der EECCS wurde die Kommission Kirche und Gesellschaft – innerhalb der KEK. Mit diesem Schritt sollte das Handeln der Kirchen vor allem bei den europäischen politischen Institutionen erleichtert werden.
Es besteht eine enge Zusammenarbeit mit dem ÖRK, vor allem auf den Gebieten von Glauben und Kirchenverfassung, Weltmission und Evangelisation, Zwischenkirchlicher Hilfe und Menschenrechten. In einigen Fällen ist eine Arbeitsteilung vorgenommen worden. Eine enge Arbeitsbeziehung besteht auch mit den Europäischen Nationalen Kirchenräten. Die jährliche Tagung ihrer Generalsekretäre hat sich als höchst wertvoll erwiesen.

## Finanzierung
Die KEK finanziert sich aus den Mitgliedsbeiträgen der Mitgliedskirchen. Im Jahr 2017 betrug ihr Budget €. Ein Schlüssel für die Bemessung der Beiträge wurde ausgearbeitet. Er versucht, die Lasten möglichst gerecht zu verteilen. Nicht unwesentlich tragen Mitgliedskirchen auch durch Übernahme von Kosten, die Gastgeberschaft bei Konferenzen etc., zum Gesamthaushalt bei. Die KEK wird aber auch in Zukunft auf die Solidarität zwischen den Mitgliedskirchen angewiesen sein. Ebenfalls sind Zuschüsse kirchlicher Hilfswerke und anderer Organisationen weiterhin nötig, damit die KEK als europäischer ökumenischer Zusammenschluss die ihr übertragenen Aufgaben verwirklichen kann.

## Bisherige KEK-Vollversammlungen und ihre Themen
- 1959 Nyborg (Dänemark): „Die europäische Christenheit in der heutigen säkularisierten Welt“
- 1960 Nyborg (Dänemark): „Der Dienst der Kirche in einer sich verändernden Welt“
- 1962 Nyborg (Dänemark): „Die Kirche in Europa und die Krise des modernen Menschen“
- 1964 an Bord der M.S. Bornholm: „Zusammen leben als Kontinente und Generationen“Konferenz Europäischer Kirchen --- Tagung 1964 --- Aussetzen der Teilnehmer aus der DDR und anderer Staaten des Warschauer Paktes in Beiboot vor Landung in DänemarkKonferenz Europäischer Kirchen --- Tagung 1964Konferenz Europäischer Kirchen --- Tagung 1964

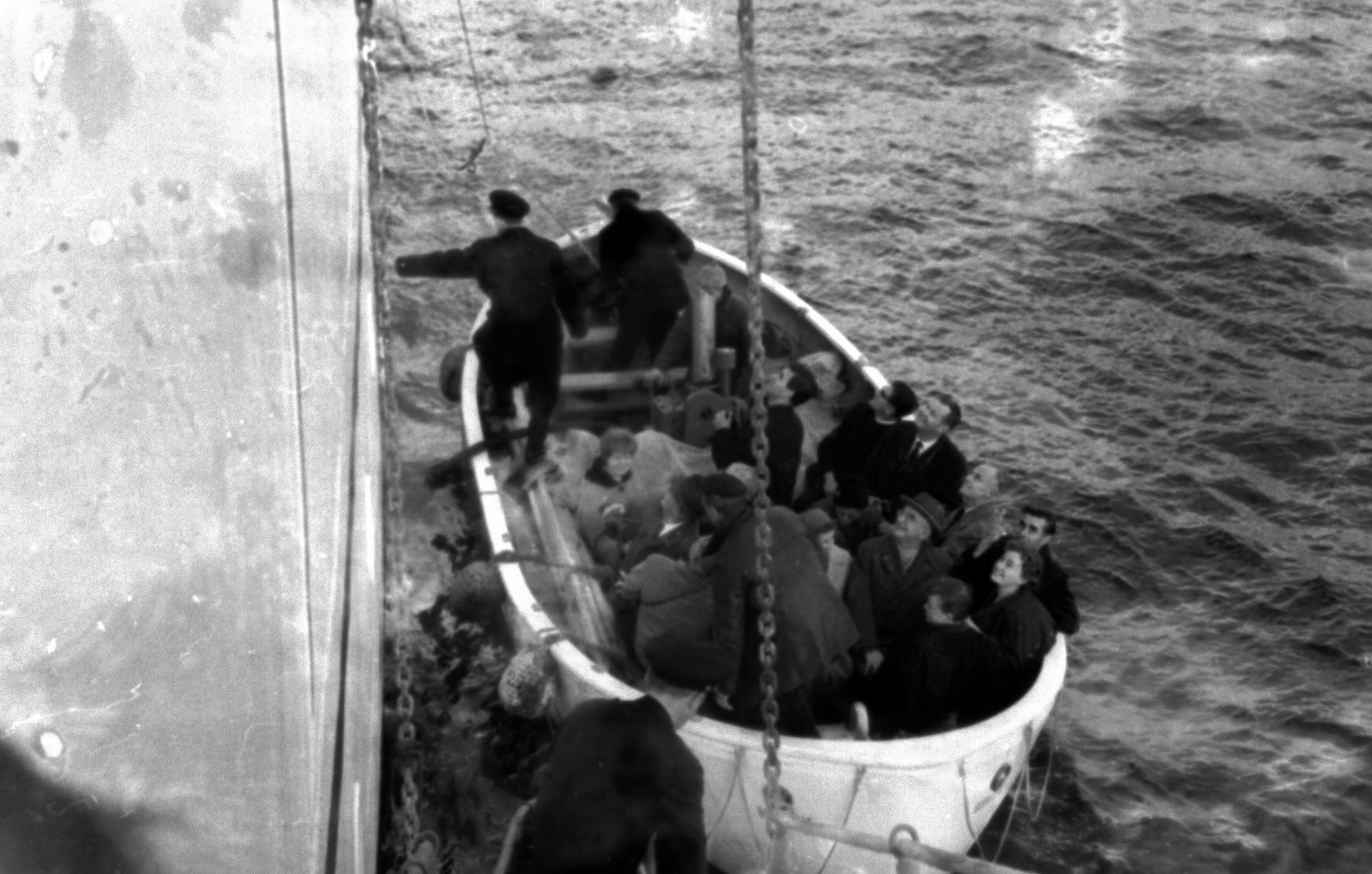
Konferenz Europäischer Kirchen --- Tagung 1964 --- Aussetzen der Teilnehmer aus der DDR und anderer Staaten des Warschauer Paktes in Beiboot vor Landung in Dänemark

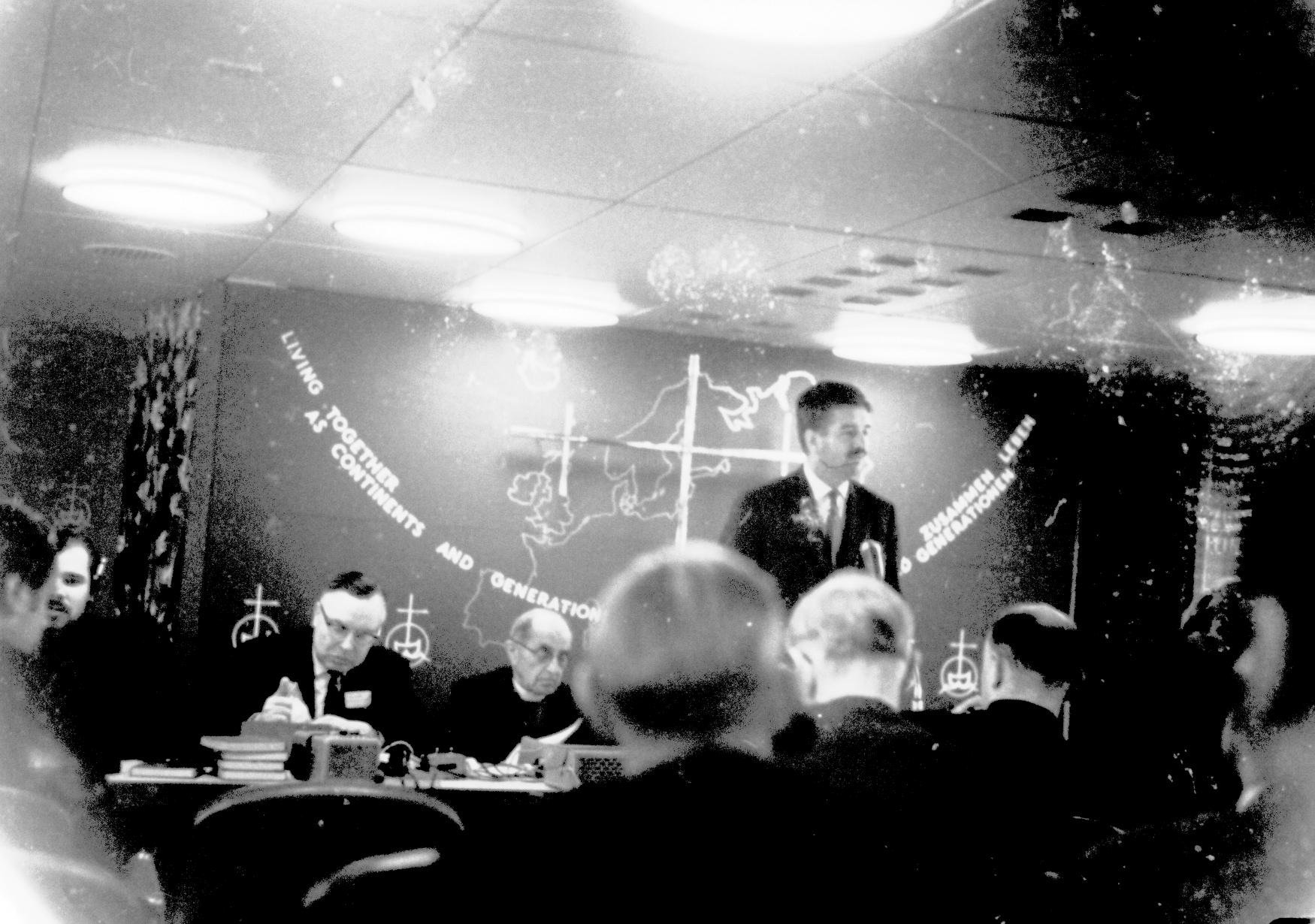
Konferenz Europäischer Kirchen --- Tagung 1964

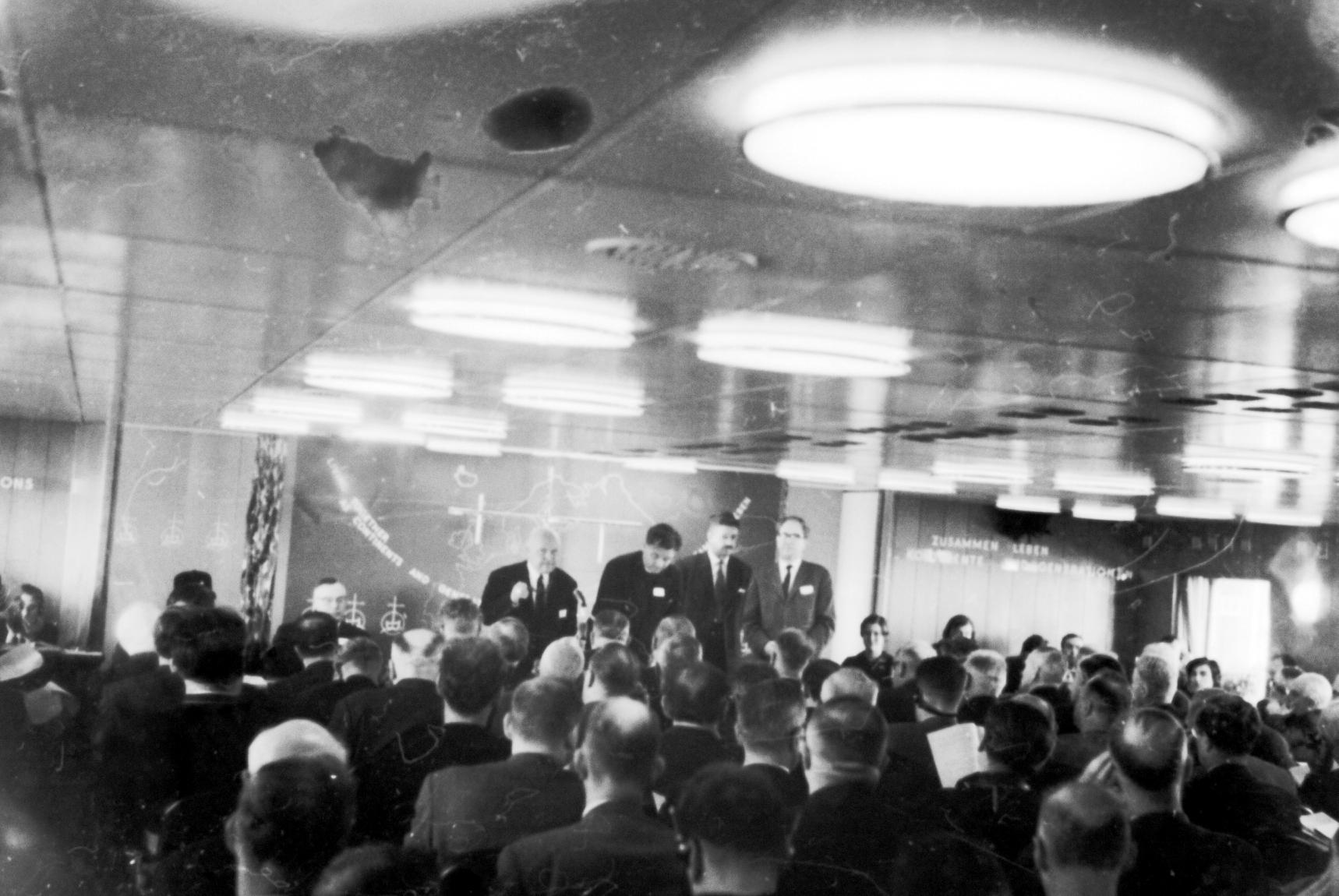
Konferenz Europäischer Kirchen --- Tagung 1964

- 1967 Pörtschach (Österreich): „Dienen und versöhnen – die Aufgabe der europäischen Kirche heute“
- 1971 Nyborg (Dänemark): „Diener Gottes, Diener der Menschen“
- 1974 Engelberg (Schweiz): „Seid Täter des Worts – Einheit in Christus, Frieden für die Welt“
- 1979 Chania (Kreta): „In der Kraft des Heiligen Geistes, frei für die Welt“
- 1984 Genf (Schweiz): „Witness to God in Secular Europe“ (dt. Zeugen Gottes im säkularen Europa, nicht veröffentlicht)
- 1986 Stirling (Schottland): „Ehre sei Gott und auf Erden Frieden“
- 1992 Prag (TSFR): „Gott eint – in Christus eine neue Schöpfung“
- 1997 Graz (Österreich): „Versöhnung – Gabe Gottes und Quelle neuen Lebens“
- 2003 Trondheim (Norwegen): „Jesus Christus heilt und versöhnt – Unser Zeugnis in Europa“[4]
- 2009 Lyon (Frankreich): „Zur einen Hoffnung in Christus berufen“[5]
- 2013 Budapest (Ungarn): „Und jetzt, worauf wartest Du? KEK und ihre Mission in einem sich wandelnden Europa“[6]
- 2018 Novi Sad (Serbien): „Ihr werdet meine Zeugen sein“
- 2023 Tallinn (Estland): „Unter Gottes Segen – die ZUKUNFT gestalten“